# Heike Kamerlingh Onnes
Heike Kamerlingh Onnes, né le 21 septembre 1853 à Groningue et mort le 21 février 1926 à Leyde, est un physicien néerlandais.
Il est lauréat du prix Nobel de physique de 1913 « pour ses études des propriétés de la matière à basse température, ce qui a mené, entre autres, à la production de l'hélium liquide ». Il a aussi participé à la découverte de la supraconductivité.

## Biographie

### Carrière scientifique

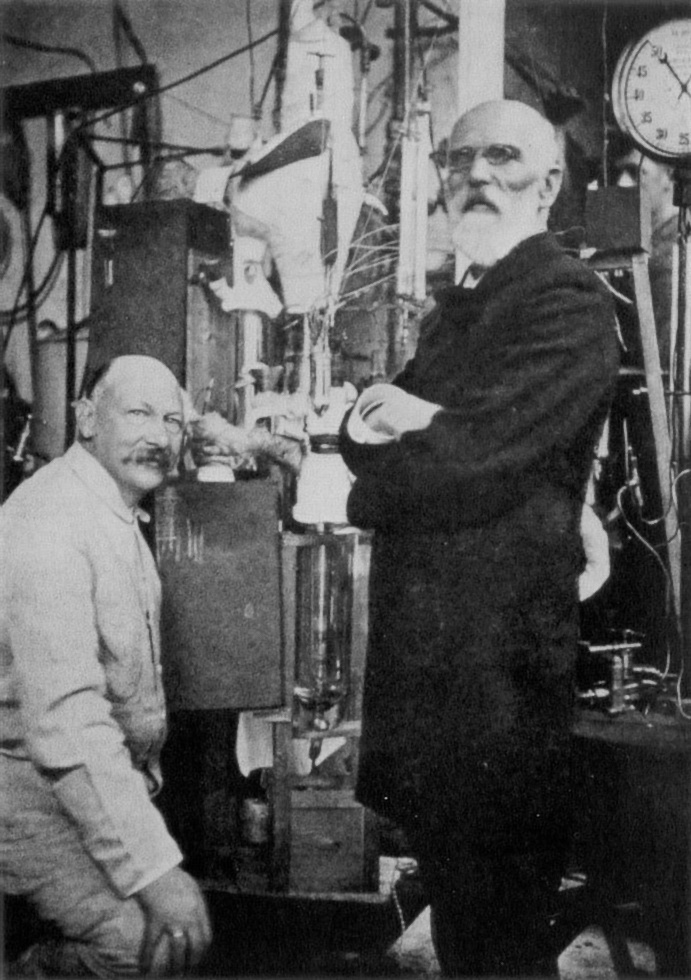
Johannes Diderik van der Waals (debout), prix Nobel de physique 1910, et Heike Kamerlingh Onnes en 1911 devant le liquéfacteur d'hélium qui valut à Kamerlingh Onnes le prix Nobel de physique 1913.

Heike Kamerlingh Onnes commence ses études universitaires à Groningue. Il étudie ensuite à l'université de Heidelberg de 1871 à 1873 notamment sous la direction de Robert Wilhelm Bunsen et Gustav Kirchhoff. Il retourne ensuite à Groningue où il obtient son master en 1878 et son doctorat en 1879 avec une thèse intitulée Nieuwe bewijzen voor de aswenteling der Aarde (Nouvelles preuves de la rotation de la Terre). De 1878 à 1882, il est assistant de Johannes Bosscha, fils (en), alors directeur de l'école polytechnique de Delft, qu'il remplace en tant que lecteur de 1881 à 1882.
De 1882 à 1923, Onnes est professeur de physique expérimentale à l'université de Leyde. En 1904, il fonde un grand laboratoire de cryogénie et y attire d'autres chercheurs, ce qui contribue à sa reconnaissance par la communauté scientifique. Il est le premier à réussir à liquéfier de l'hélium le 10 juillet 1908 à l'aide de cryostats, ce qui lui vaut la Médaille Franklin en 1915. En utilisant l'effet Joule-Thomson, il parvient à faire diminuer la température jusqu'à moins de 1 degré au-dessus du zéro absolu et atteint 0,9 K. Il s'agit de la température la plus froide jamais atteinte à cette époque. Les équipements qui lui permirent cette réalisation sont visibles aujourd'hui au musée Boerhaave de Leyde. Il étudie ensuite les effets du froid extrême sur un certain nombre de gaz et de métaux, ce qui lui vaut la médaille Rumford en 1912.

### Découverte de la supraconductivité

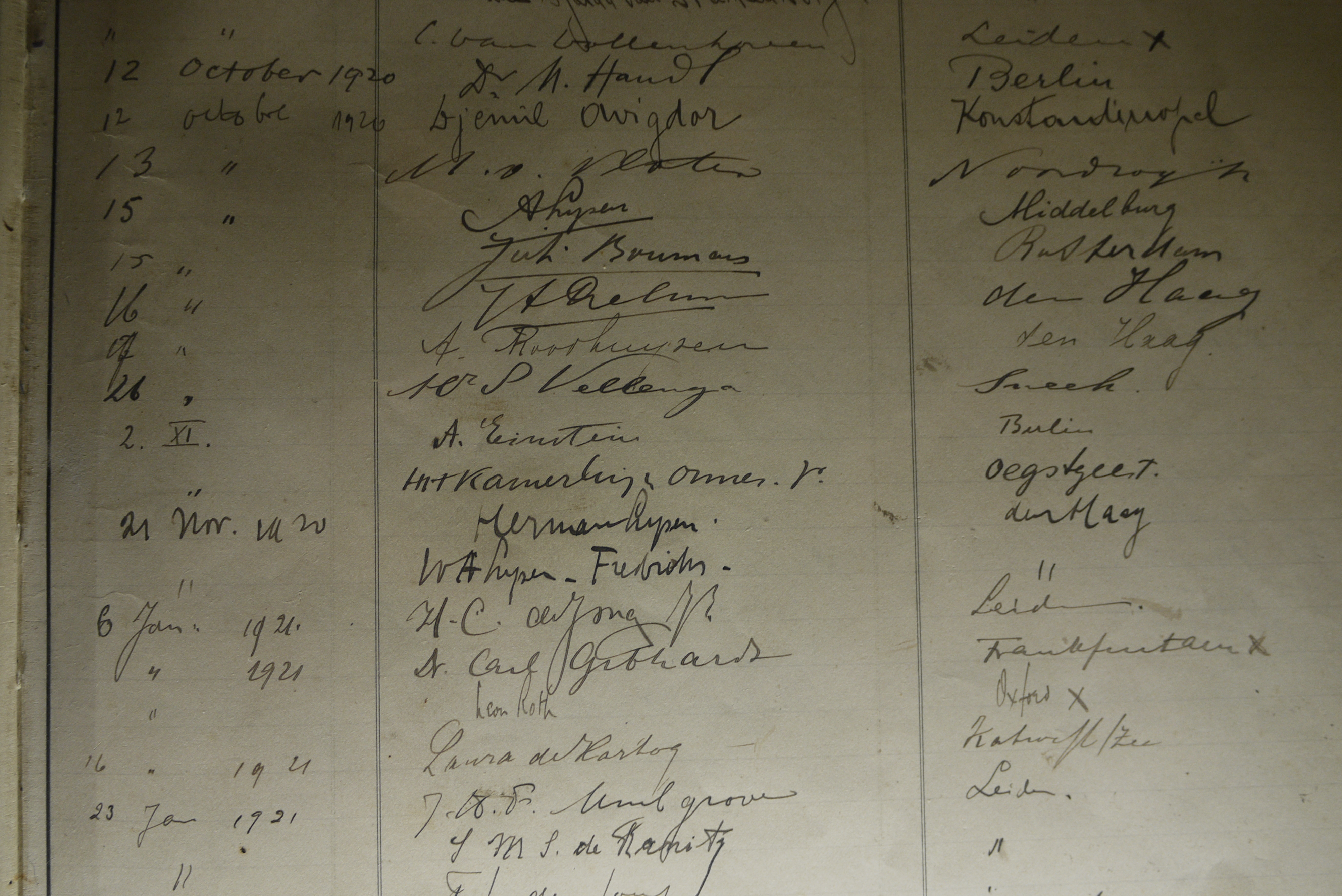
Sur le livre d'or de la maison de Spinoza à Rijnsburg figurent successivement à la date du 2 novembre 1920 les noms de Albert Einstein et de Heike Kamerlingh Onnes indiquant leur visite commune.

À partir de 1911, Heike Kamerlingh Onnes et son équipe, composée de Gilles Holst, Cornelis Dorsman et Gerit Flim, étudient les propriétés électriques de métaux monoatomiques à très basse température (mercure, étain et plomb). À cette époque, certains scientifiques, dont William Thomson (Lord Kelvin), pensent qu'au sein d'un conducteur les électrons devraient être à l'arrêt complet au zéro absolu, ce qui devrait alors conduire à une résistivité électrique infinie. D'autres, dont Onnes, pensent que cette résistivité doit décroître progressivement jusqu'à zéro. En effet, Augustus Matthiessen avait montré dans les années 1860 que la résistivité augmente généralement avec la température dans les métaux.
Le 8 avril 1911, l'équipe d'Onnes mesure que la résistivité électrique (ou résistance électrique) du mercure (car il est notamment très pur) devient nulle en dessous d’une certaine température appelée température critique Tc, de l'ordre de 4,2 K pour le mercure. C'est la première observation d'un état supraconducteur : Onnes écrit alors que « Le mercure est passé dans un nouvel état, qui du fait de ses propriétés électriques extraordinaires pourrait être appelé état supraconducteur ». L'Histoire attribuait le mérite de la découverte au seul Gilles Holst, étudiant de K. Onnes. Mais le cahier d'expérience écrit de la main même de Kamerlingh Onnes, longtemps perdu puis retrouvé par le directeur du Boerhaave Museum de Leyde, montre que Kamerlingh Onnes était bien aux commandes de l'expérience ce jour-là, Gilles Holst mesurant la résistance électrique avec un pont de Wheatstone à 30 m de distance (la pièce où était refroidi le mercure subissant trop de vibrations à cause des pompes), Cornelis Dorsman et Gerit Flim s'occupant des aspects de cryogénie.

### Postérité
Onnes meurt en 1926 à Leyde. Après sa mort, les travaux sur la cryogénie continuent au sein de son laboratoire, auquel est donné son nom en son honneur. L'un de ses étudiants, et son successeur comme directeur du laboratoire, Willem Hendrik Keesom est le premier à obtenir de l'hélium solide.
Onnes donne son nom à l'effet Onnes (en) observé dans l'hélium superfluide, ainsi qu'au cratère lunaire Kamerlingh Onnes (en).

## Vidéo
- « 8 avril 1911, le jour le plus froid... | CNRS Images », sur images.cnrs.fr, 1er janvier 2011 (consulté le 12 février 2024).